# Camera Notes

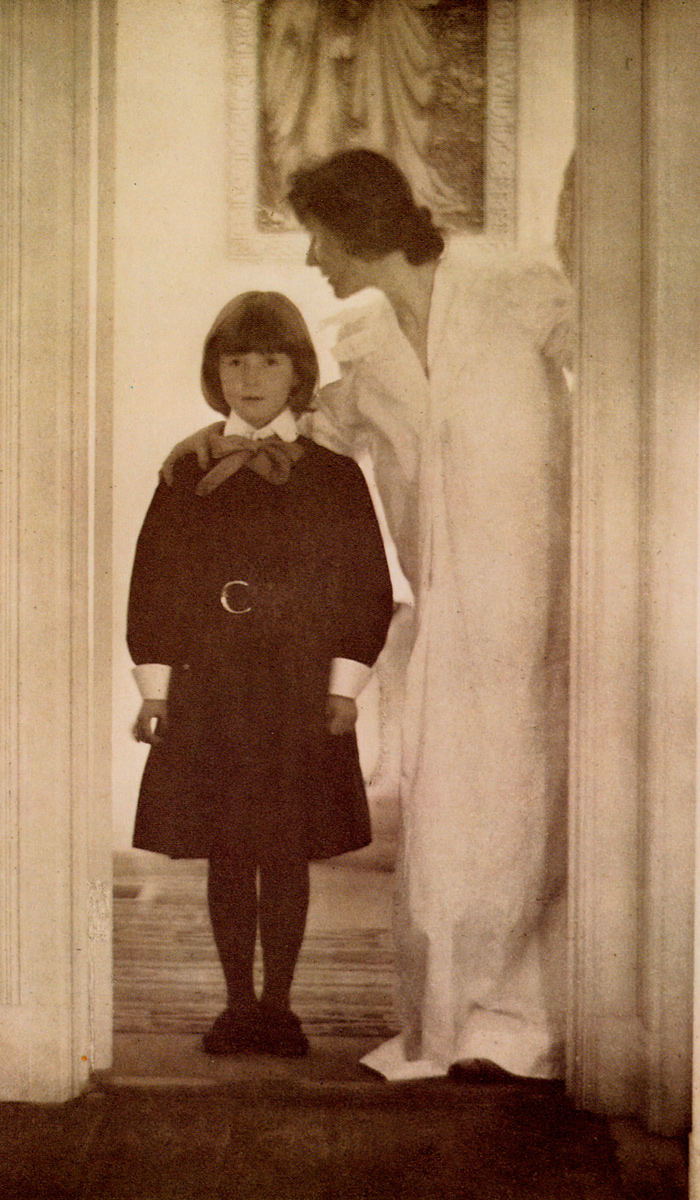
Gertrude Käsebier: Áldott vagy te az asszonyok között (1899)

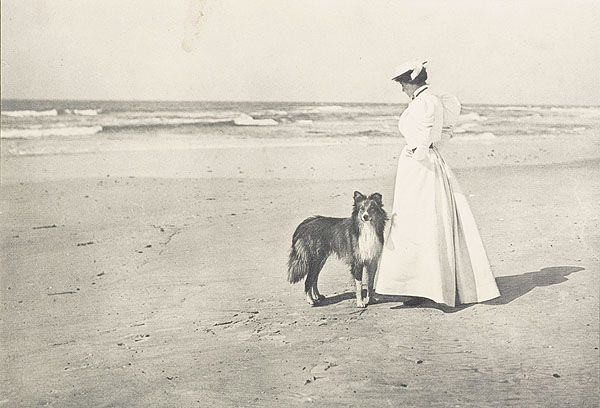
Willam D. Murphy: A parton (1902)

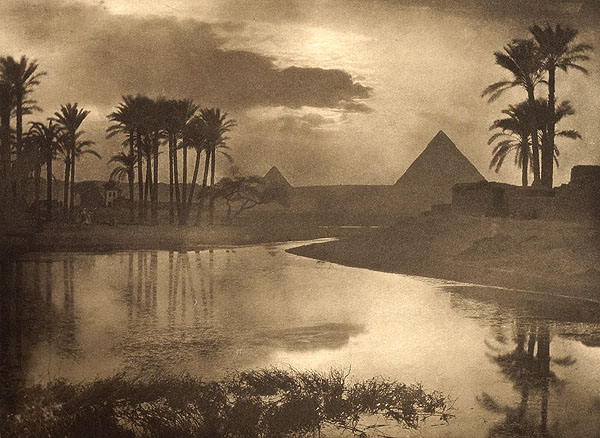
Ernest Ashton: Este a piramisoknál (1898)

A Camera Notes amerikai fotóművészeti folyóirat volt, amely 1897–1903 között a New York-i The Camera Club gondozásában negyedévente jelent meg. A lap alapítója és több évig főszerkesztője Alfred Stieglitz amerikai fotográfus volt.

## Története

### Alapítás
Alfred Stieglitz 1894 szeptemberében tért haza európai körútjáról, ahol megismerkedett a Henry Peach Robinson által alapított Linked Ring fotóművészeti csoporttal, akik a fotográfiát a művészet egyik formájának tekintették. Stieglitz a Linked Ring hatására úgy döntött, hogy megkísérli megteremteni ezt a szemléletet az Egyesült Államokban is, ahol a fotográfusokat még nem művészeknek, hanem egyszerű munkásoknak tartották, akiknek csak munkaeszköze a fényképezőgép. Elképzelésével felkereste a két legnagyobb New York-i fotós szervezetet, a Society of Amateur Photographerst és a New York Camera Clubot, akik azonban nem mutattak érdeklődést nagyszabású tervei iránt.
Stieglitz megelégelte az érdektelenséget és 1897-ben a két szervezetet összevonva létrehozta a The Camera Clubot, a szervezet alelnöke lett. A társaság saját folyóiratot indított Camera Notes néven, melynek főszerkesztői feladatait Stieglitz látta el. Szerkesztői munkássága alatt a lap egyike lett az Egyesült Államok legmeghatározóbb orgánumainak, melyben a társaság tagjai és mások mutathatták be fotográfiáikat. Oldalain olyan művészek munkái jelentek meg, mint Alvin Langdon Coburn, Fred Holland Day, Frank Eugene, Gertrude Käsebier, Adolphe de Meyer, Clarence Hudson White vagy Edward Steichen. A képek mellett kritikák és esszék is helyet kaptak, melyeknek szerzői európai publicisták, hazai művészek és kritikusok voltak. A Camera Notes sikere a jó minőségű illusztrációknak és fotográfiáknak volt köszönhető, melyek Stieglitz személyes elvárásai szerint készültek.

### Kezdetek
Az első szám 1897 júliusában jelent meg Emilie V. Clarkson, A. Horsely Hinton, John W. McKecknie, William B. Post, Daniel K. Young és Stieglitz fotográfiáival. Stieglitz szándéka ellenére a közölt írások egyike sem a fotográfia és a művészet viszonyáról szólt, hanem a Camera Club működését mutatták be. Ennek ellenére a Camera Notes megjelenését lelkesen fogadták, a recenziókból a második számban közöltek válogatást F. Holland Day és Lee Ferguson a fotóművészet témakörét körüljáró cikkeik mellett.
A lap szecesszionista stílusban készült zöld borítóját Alfons Mucha egyik tanítványa Thomas A. Sindelar tervezte. A Camera Notes összesen 24 lapszámot élt meg: 1902. decemberéig negyedévente, míg az utolsó két szám 1903 februárjában és decemberében jelent meg. Az újság éves előfizetési díja 2 dollár volt. A 800–1000 példányban kiadott lapot a fotogravűrök tették egyedivé, melyekből – a többi fénykép mellett – minden lapszámban legalább kettő, de többnyire négy került publikálásra. Bár a fotogravűr eljárás jóval drágább és időigényesebb volt, mint a többi (minden egyes nyomat kézzel készült), de megérte a fáradságot, mert az eredmény „lélegzetelállító” volt. Ráadásul a fotogravűrök az eredeti negatív lemezekről készültek, így azok eredeti nyomatként is funkcionáltak.
A többi lappal szemben nagyobb teret biztosítottak a nem amerikai fotográfusoknak: a Camera Notesban publikáló fotósok mintegy harmada külföldi volt. Stieglitz felhívást is közzétett a külföldi fotográfusok számára, hogy amerikai kollégáikat támogatva segítsenek megteremteni az amerikai fotóművészetet. Felhívása nem volt eredménytelen, a lapban megjelenő munkákon hamar érezhetővé váltak egy új esztétika jelei. Stieglitz elsősorban a Club tagjai számára biztosított lehetőséget arra, hogy munkáik a lapban megjelenjenek. A Camera Notesban saját munkáit is bemutatta, volt amelyiket több alkalommal is.

### Utolsó évek
Stieglitz 1902 februárjában alapította meg a Fotó-szecesszió csoportot, mely a Camera Clubtól független művészeti szerveződés volt. A név utalás volt a Németországban és Ausztriában működő szecesszionistákra. Még ugyanebben az évben kiállítást szervezett a New York-i National Arts Clubban American Pictorial Photography Arranged by the Photo-Secession címmel. Stieglitz a Camera Notes utolsó, általa szerkesztett számában kritikákat közölt a kiállításról, valamint közzétett egy hosszú szerkesztői cikket a mozgalomról. Stieglitz a fotográfiára, mint a művészetre tekintett, míg a Camera Club idősebb, konzervatív tagjai ezzel ellentétben továbbra is csak műszaki folyamatként értelmezték azt. A Club azt sem nézte jó szemmel, hogy Stieglitz egyre inkább a Club keretein kívül, nem csak azt képviselve dolgozik. Az eltérő álláspontok nem közeledtek egymáshoz, a Club egyre kevésbé volt elégedett Stieglitz szerkesztői munkásságával és az általa képviselt értékekkel. Stieglitz pedig úgy érezte, hogy nagyobb szerkesztői szabadságra van szüksége, ezért 1902 júniusában lemondott főszerkesztői posztjáról, hogy saját lapot indítson. Ezt a tervét hamar sikerült megvalósítania: az új lap, a Camera Work első száma 1902 decemberében jelent meg.
Stieglitz távozása után a főszerkesztői feladatokat a Camera Club könyvtárosa, Juan C. Abel vette át. Abel nem volt tapasztalatlan: a Camera Notes indulásánál is segédkezett és korábban már dolgozott más fotós lapoknál is. Teljesen áttervezte a lapot, mely új borítót is kapott. Azonban az új lapszámok tartalma és a közölt fotográfiák minősége nem tudta felvenni a versenyt a Stieglitz által szerkesztett számokéval. Stieglitz volt a magazin motorja, közreműködése nélkül a Camera Notes nem tudta megőrizni a lendületét: a lap 1903 decemberében jelent meg utoljára.

## Fordítás
Ez a szócikk részben vagy egészben  a   Camera_Notes című angol Wikipédia-szócikk ezen változatának fordításán alapul.  Az eredeti cikk szerkesztőit annak laptörténete sorolja fel. Ez a jelzés csupán a megfogalmazás eredetét és a szerzői jogokat jelzi, nem szolgál a cikkben szereplő információk forrásmegjelöléseként.